# Orée d'Anjou
Orée d'Anjou is een gemeente in het Franse departement Maine-et-Loire in de regio Pays de la Loire. De gemeente maakt deel uit van het arrondissement Cholet. Orée d'Anjou telde op 1 januari 2022 16.975 inwoners.

## Geschiedenis
Tot 15 maart 2015 vormden de gemeenten Bouzillé, Champtoceaux, Drain, Landemont, Liré, Saint-Christophe-la-Couperie, Saint-Laurent-des-Autels, Saint-Sauveur-de-Landemont en La Varenne het kanton Champtoceaux. Op 15 december 2015 fuseerden de gemeenten van het voormalige kanton tot de huidige gemeente.

## Geografie
De oppervlakte van Orée d'Anjou bedroeg op 1 januari 2022 156,34 vierkante kilometer; de bevolkingsdichtheid was toen 108,6 inwoners per km².

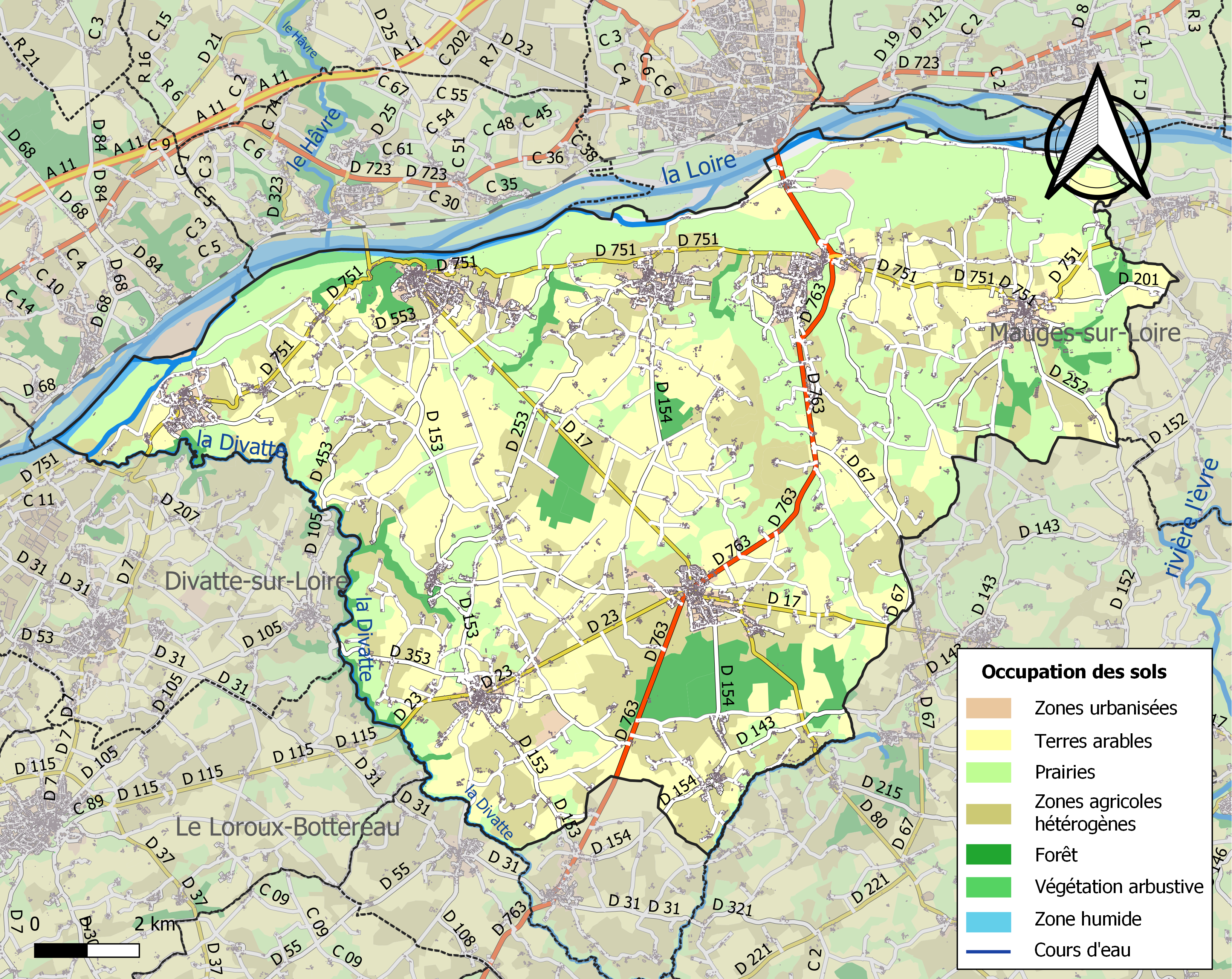
Kaart van de gemeente met de belangrijkste infrastructuur, bodemgebruik en omliggende gemeenten